# M/S Berge Stahl

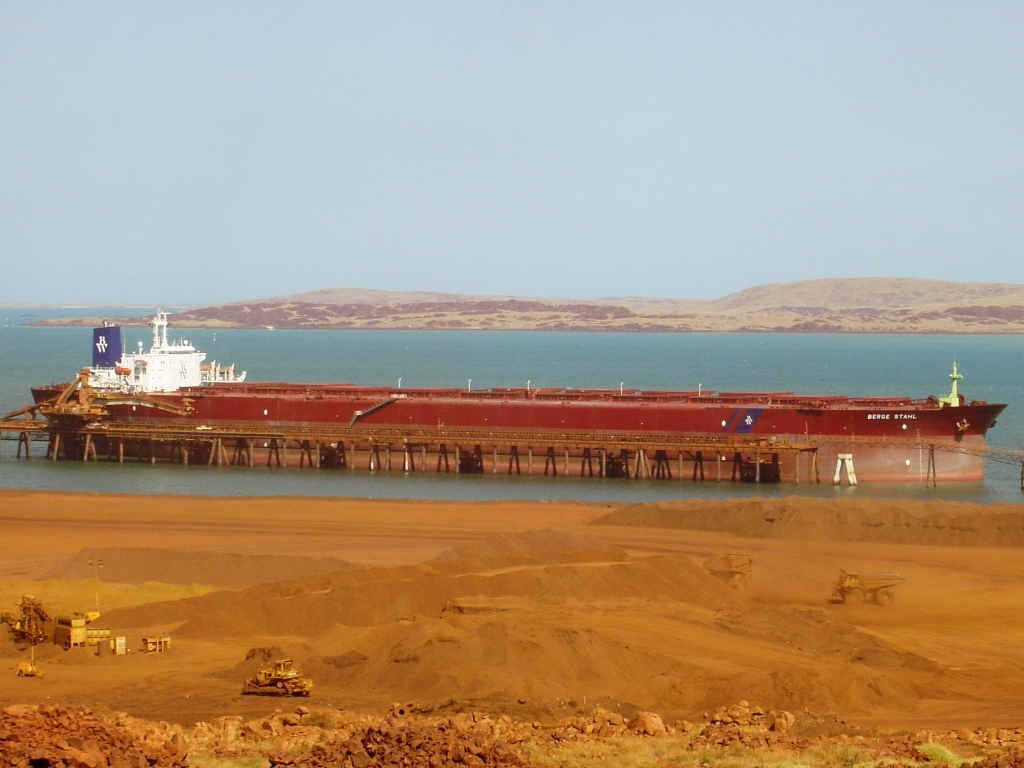
Berge Stahl

M/S Berge Stahl var då det byggdes världens största bulkfartyg (torrlastfartyg). Normallasten är järnmalm. Det byggdes 1986 i Sydkorea, beställt av det norska rederiet Bergesen. 
Fartyget har längden 342 m, djupgåendet 23 m, lastkapaciteten 364 767 ton dödvikt och motoreffekten 20,59 MW (27 610 hk).